# Васильковецька сільська рада
Василькове́цька сільська́ ра́да — адміністративно-територіальна одиниця та орган місцевого самоврядування в Гусятинському районі Тернопільської області. Адміністративний центр — село Васильківці.

## Загальні відомості
- Територія ради: 28,33 км²
- Населення ради: 1 371 особа (станом на 2001 рік)

## Населені пункти
Сільській раді були підпорядковані населені пункти:
- с. Васильківці

## Склад ради
Рада складалася з 18 депутатів та голови.
- Голова ради: Слободян Василь Прокопович
- Секретар ради: Ващишин Ольга Василівна

### Керівний склад попередніх скликань
| Прізвище, ім'я, по батькові | Основні відомості                                                                     | Дата обрання | Дата звільнення |
| --------------------------- | ------------------------------------------------------------------------------------- | ------------ | --------------- |
| Слободян Василь Прокопович  | Сільський голова, 1957 року народження, освіта вища, член Української Народної Партії | 26.03.2006   | 31.10.2010      |
| Слободян Василь Прокопович  | Сільський голова, 1957 року народження, освіта вища, член Української Народної Партії | 31.10.2010   |                 |

Примітка: таблиця складена за даними сайту Верховної Ради України

### Депутати
За результатами місцевих виборів 2010 року депутатами ради стали:

#### За суб'єктами висування
| Суб'єкт висування                                       | Кількість обраних депутатів | %    |
| ------------------------------------------------------- | --------------------------- | ---- |
| Самовисування                                           | 15                          | 83,3 |
| Партія регіонів                                         | 2                           | 11,1 |
| Політична партія Всеукраїнське об'єднання «Батьківщина» | 1                           | 5,6  |

#### За округами
| № округу                                                | Прізвище, ім'я, по батькові  | Дата визнання обраним | Освіта             | Партійна приналежність                        | Відомості про обраного депутата                     |
| ------------------------------------------------------- | ---------------------------- | --------------------- | ------------------ | --------------------------------------------- | --------------------------------------------------- |
| Партія регіонів                                         |                              |                       |                    |                                               |                                                     |
| 2                                                       | Чаплінський Роман Ігорович   | 11.08.2013            | незакінчена вища   | позапартійний                                 | тимчасово не працює                                 |
| 3                                                       | Білоус Назар Петрович        | 11.08.2013            | незакінчена вища   | позапартійний                                 | тимчасово не працює                                 |
| Політична партія Всеукраїнське об'єднання «Батьківщина» |                              |                       |                    |                                               |                                                     |
| 1                                                       | Мельник Микола Васильович    | 04.11.2010            | вища               | член Всеукраїнського об'єднання «Батьківщина» | Приват банк, оператор                               |
| Самовисування                                           |                              |                       |                    |                                               |                                                     |
| 4                                                       | Козелко Ігор Васильович      | 04.11.2010            | середня спеціальна | позапартійний                                 | тимчасово не працює                                 |
| 5                                                       | Хортик Степан Іванович       | 04.11.2010            | середня спеціальна | позапартійний                                 | СФНВГ «Коваль», зав виробництвом                    |
| 6                                                       | Горбуватий Василь Якович     | 04.11.2010            | середня спеціальна | позапартійний                                 | СФНВГ «Коваль», водій                               |
| 7                                                       | Ващишин Ігор Романович       | 04.11.2010            | середня спеціальна | позапартійний                                 | Будинок культури, директор                          |
| 8                                                       | Павлюк Василь Богданович     | 04.11.2010            | середня спеціальна | позапартійний                                 | приватний підприємець                               |
| 9                                                       | Ващишин Ольга Василівна      | 04.11.2010            | вища               | позапартійна                                  | сільська рада, секретар виконкому                   |
| 10                                                      | Ващишин Марія Петрівна       | 04.11.2010            | середня спеціальна | позапартійна                                  | сільська рада, інспектор                            |
| 11                                                      | Хортик Богдан Степанович     | 04.11.2010            | вища               | позапартійний                                 | Гусятинський пенсійний фонд України, спеціаліст     |
| 12                                                      | Ващишин Ганна Богданівна     | 04.11.2010            | середня спеціальна | позапартійна                                  | фельдшерсько-акушерський пункт, завідувачка         |
| 13                                                      | Процюк Петро Петрович        | 04.11.2010            | середня спеціальна | позапартійний                                 | Гусятинське лісництво, лісник                       |
| 14                                                      | Коханий Михайло Петрович     | 04.11.2010            | вища               | позапартійний                                 | ТОВ «Лемківська Мрія», головний бухгалтер           |
| 15                                                      | Кіляр Борислав Володимирович | 04.11.2010            | середня спеціальна | позапартійний                                 | Гусятинська ЦКРЛ, фельдшер проктологічного кабінету |
| 16                                                      | Кіляр Марія Петрівна         | 04.11.2010            | середня спеціальна | позапартійна                                  | Дитячий садок «Сонечко», техпрацівник               |
| 17                                                      | Каракоцюк Тарас Григорович   | 04.11.2010            | вища               | позапартійний                                 | ТОВ «Мрія центр», адміністратор                     |
| 18                                                      | Сібак Олег Васильович        | 04.11.2010            | незакінчена вища   | позапартійний                                 | ТОВ «Бут МТ», завскладом                            |